# Narycia epibyrsa
Narycia epibyrsa är en fjärilsart som beskrevs av Edward Meyrick 1920. Narycia epibyrsa ingår i släktet Narycia och familjen säckspinnare. Inga underarter finns listade i Catalogue of Life.